# Exeteri vár
Az exeteri vár történelmi műemlék a devoni Exeterben. Nem hivatalosan Rougemont-várnak is nevezik, ami az eredeti vár vöröses színű építőanyagára utal. A római kori városfal északi sarkán épült nem sokkal azután, hogy Exeter lakossága fellázadt Hódító Vilmos ellen. 1136-ban István király három hónapig ostromolta. A 12. században egy külső várfallal erősítették meg, mely mára nagyrészt elpusztult.
A várat William Shakespeare is említi III. Richárd című drámájában a király 1483-as látogatása okán. Legalább 1607 óta itt működött a megyei bíróság, az 1680-as években pedig itt tartották a devoni boszorkányok perét.
Az 1770-es években a falakon belül álló épületek döntő többségét lerombolták, hogy helyet biztosítsanak az új bíróságnak. Ezt 1895-ben és 1905-ben is további szárnyakkal bővítették. A bíróság 2004-ben költözött új épületbe, így a várat csak ekkor nyitották meg a közönség számára. A telket egy ingatlanfejlesztő vásárolta meg azzal a céllal, hogy létrehozza a délnyugat Covent Garden negyedét.
A várból ma már csupán a normann időből származó kapubástya áll, melyet az exeteri városi tanács által fenntartott két közpark, a Rougemont Gardens és a Northernhay Gardens övez.

## Építése és az azt követő évek

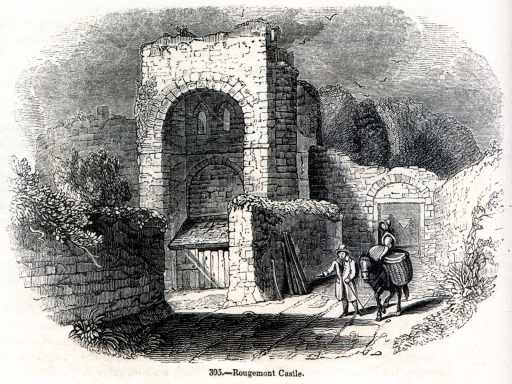
19. századi metszet, mely Charles Knight Old England: A Pictorial Museum című munkájában jelent meg 1845-ben

Az 1066-os normann invázió után Gytha, a legyőzött II. Harold anyja Exeterben élt. Talán ez okozta azt, hogy a város a Hódító Vilmos elleni ellenállás központja lett. A lakók sérelmére ráadásul Vilmos ragaszkodott a hagyományos 18 fontos évi adó megemeléséhez. Miután a város megtagadta a hűbéresküt, a király 1068-ban Exeter ellen indult. A lakók 18 napos ostrom után adták meg magukat.
A várost ekkor az eredetileg rómaiak által épített, ám Æthelstan wessexi király által 928-ban megerősített városfal védte. Amikor Vilmos végül bevette Exetert, pozíciójának biztosítása érdekében egy vár építését rendelte el a falakon belül. Az erőd a legmagasabb ponton, a városfal belső északi sarkán kapott helyet, egy vulkanikus kőzet alkotta magaslaton.
A vár építésével Baldwin FitzGilbertet bízták meg, aki egyéb tisztségek mellett a várnagyi feladatokat is ellátta. A városfal északnyugati és északkeleti részei között egy mély árkot és egy belső sáncot alakítottak ki, ami így egy kb. 18 méter oldalhosszúságú, durván négyszögletes alaprajzú körülzárt területet alkotott. Az 1086-os Domesday Book megemlíti, hogy a király városlátogatása óta 48 házat romboltak le. Ezt a történészek úgy értelmezik, hogy a vár építéséhez a helyszínen ennyi épületet kellett lerombolni. A még ma is látható hatalmas kő kapubástyát a déli oldalon futó sáncba építették be. Egyértelműen az angolszász építészet elemeit viseli magán, ami arra utal, hogy normann parancsra a helyi angolszász kőművesek emelték. Ekkor a sánc még feltehetően egy cölöpkerítéssel volt megerősítve, később pedig két saroktorony is épült ott, ahol a sánc találkozott a városfallal. Ezek közül a tévesen Athelstan tornyának (Athelstan's Tower) nevezett nyugati torony ma is látható.
A cölöpkerítést végül falazott kurtinára cserélték. Maradványai szerint ezt a megjavított városfalba kötötték be, nem pedig a kaputoronyhoz csatolták, ami azt mutatja, hogy a városfal készült el először. A felvonóhíd város felőli oldalának barbakánnal történő megerősítése egy korai kiegészítés eredménye. A leletek azt mutatják, hogy a várat még elkészülte előtt támadás érte. Az erre utaló jelek többek között az Athelstan tornyán látható javítási nyomok, valamint egy Orderic Vitalis nevű krónikás és pap által írt beszámoló egy 1069-es támadásról.
A 12. század elején a vár falain belül Szűz Mária tiszteletére felszentelt kápolnát építettek. Az állítólag William de Avenell által alapított kápolnában négy kanonok látott el tisztséget. De Avenell a várat építő Baldwin FitzGilbert egyik fia volt, aki a közeli Cowickban zárdát alapított.

## Az 1136-os ostrom és az azt követő évek
1136-ban Baldwin de Redvers István elleni lázadása során elfoglalta a várat. Annak ellenére, hogy a király gyorsan a vár ellen indult, Redevers három hónapig sikeresen tartotta magát. Vesztét a vizet biztosító várkút és esővízgyűjtő rendszer meghibásodása okozta. Lehetséges, hogy Athelstan tornyának keleti párja alááknázás következtében ebben az ostromban pusztult el. Az 1930-as években egy, a torony eredeti helyére vezető durván megmunkált alagútdarabot találtak, ami alátámasztja ezt az elméletet. Valószínűleg a barbakánt is ekkor rombolták le.
A vártól északra egy dombon egy kör alaprajzú kis földmű nyomait fedezték fel. Ma Danes-várként ismert, a 12. és 16. század között azonban új várként utaltak rá. Kezdetben úgy gondolták, hogy az exeteri vár külső védelméhez tartozott, egy 1992-es feltárás azonban arra enged következtetni, hogy István építtette még az ostrom idején.
A 12. század végén, valószínűleg az ostromgépek fejlődése miatt, egy külső várfallal erősítették meg az erődöt. Az új szerkezet egy árokkal védett fal volt, ami a városfal keleti részéből, a mai Bailey Street északi végéből futott egészen a városfal nyugati részébe, ahol ma a városi múzeum található. Mára már csupán egy rövid szakasza maradt fenn a Bailey Streeten, 2009-ben azonban a városi múzeumnál felfedezték a feltöltött árok egyes darabjait.
A várban kisebb-nagyobb javításokat egészen a 14. századig végeztek, az utolsó dokumentált munkákra 1352-ben került sor. Az 1500-as évek körül a kaputornyot már nem használták, bejáratát egy szomszédos árkádsor miatt eltorlaszolták. A vár északi sarkában a hatalmas torony alatt egy kitörési nyílás volt, az árok fölött pedig egy felvonóhíd. Ezek 1774-ben elpusztultak, mára már semmilyen nyomuk nem maradt.
Annak ellenére, hogy az erőd hivatalos neve mindig is exeteri vár volt, a sokkal népszerűbb Rougemont-vár elnevezés az 1250-es években jelent meg egy helyi dokumentumban. A név az építőanyagként felhasznált kő vöröses színére utal. III. Richárd 1483-ban Exeterbe utazott, hogy leverje a helyi püspök és Sir Edward Courtenay lázadását. Mielőtt megérkezett volna, a két felkelő Franciaországba menekült, William Shakespeare III. Richárd című drámájában azonban említést tesz a király látogatásáról. Az 1497-es második cornwalli felkelés idején a vár állítólag súlyosan megrongálódott, amikor Perkin Warbeck és 6000 cornwalli tört be a városba, 1600-ra pedig „tátongó rések és korosodó látvány” jellemezte az építményt.

## A 17. és 20. század között

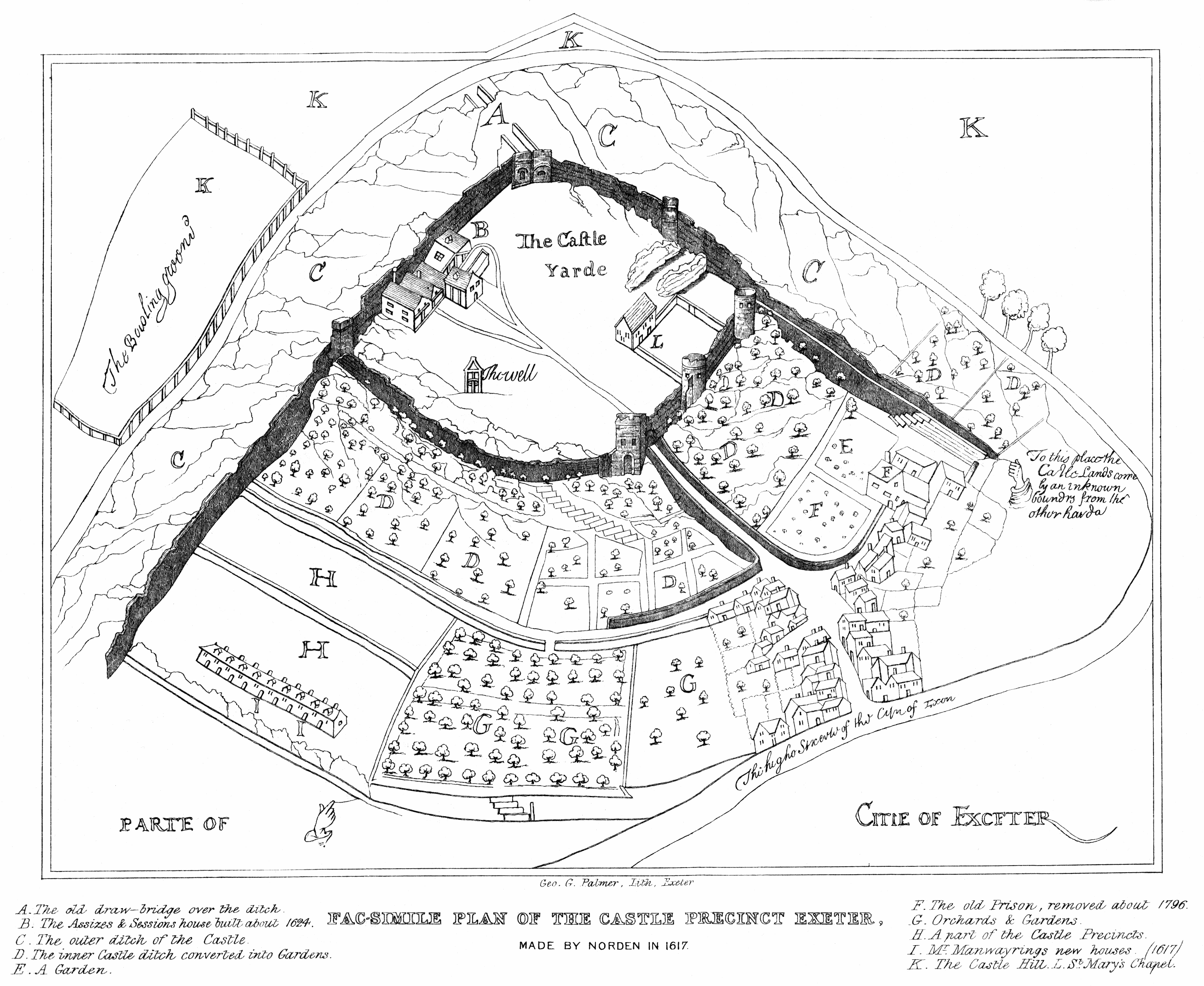
John Norden 1617-ben készített térképet a várról, melyet George Oliver 1861-ben feliratokkal látott el

1607-ben a vár falain belül új bíróságot építettek. 1682-ben és 1685-ben itt tartották a négy devoni boszorkány tárgyalását, mielőtt kivégezték volna őket Heavitree-ben. Ők voltak az utolsók, akiket boszorkányság vádjával végeztek ki Angliában, emléküket a kapubástyánál elhelyezett tábla őrzi.
John Norden, a neves térképész 1617-ben helyszínrajzot készített a várról és annak környékéről. Láthatóak rajta többek között az újonnan épített bírósági épületek (B), a kápolna (K), az északi kitörési nyílás a felvonóhíddal (A), valamint egy téglalap alaprajzú, toronyra hasonlító ábra az északkeleti fal mentén.
A vár nem jutott jelentős szerephez az angol forradalom idején, 1642-ben a köztársaságpártiak mégis engedélyezték Exeternek, hogy jövedelméből 300 fontot a város erődítésére és a vár javítására fordítson. Annak ellenére, hogy az erődben négy üteg is működött, 1643-ban a város a királypártiak kezére került, míg három évvel később a köztársaságiaknak sikerült visszaszerezniük. A konfliktus idején a kapubástyában egy darabig börtön működött.
1773-ban a várfalakon belül valamennyi épületet elbontottak, és helyükre egy új, mészkőből épült palladianista stílusú bíróságot emeltek. A terveket Philip Stowey helyi építész készítette James Wyatt felügyelete alatt. A visszanyert kövekből ekkor emeltek a kora 16. századi árkádos bejárat helyére egy új, a mai napig működő bejáratot, mely egy kapurostély utánzatot is tartalmaz. 1895-ben a bíróság épületét nyugat felé tovább bővítették, így helyet kaptak benne az új városi tanács irodái. 1905-ben kelet felé bővítették az együttest, ide egy neopalladioi szárnyat emeltek.
A kaputorony és keleti városfal között a várfal egy része olyan rossz állapotban volt, hogy a javítására tett kísérletek ellenére 1891 októberében ledőlt. A kérdéses szakasz Norden 1617-es térképén a kör alaprajzú torony környékén látható. Elképzelhető, hogy amikor ezt a tornyot elbonották egy ismeretlen időpontban, az újjáépítés rendkívül rossz minőségben készült el. Amikor a 18. század végén lerombolták a Szűz Mária kápolnát néhány más épülettel együtt, az új bejárat közelében egy új portáslakot emeltek. Ezt nagyban veszélyeztette a rossz állapotú várfal és a megmentésére irányuló munkálatok során néhány emberi csontvázra bukkantak. Ezek valószínűleg azoké, akiket egykor a kápolnában temettek el. Thomas Westcote 1630-ban feljegyezte, hogy a kápolna „romos” állapotú, egy 1639-ből származó dokumentum szerint pedig Joseph Hall püspököt megkérték, hogy a kápolna környékén temessék el a börtönben meghalt embereket.
1786 júniusában a vár udvarán 50 000 néző szeme láttára Monsieur St Croix Exeterben elsőként emelkedett fel hőlégballonnal. 1832. május 15-én itt tartották a Devoni Mezőgazdasági Társaság első éves kiállítását.

## 21. század

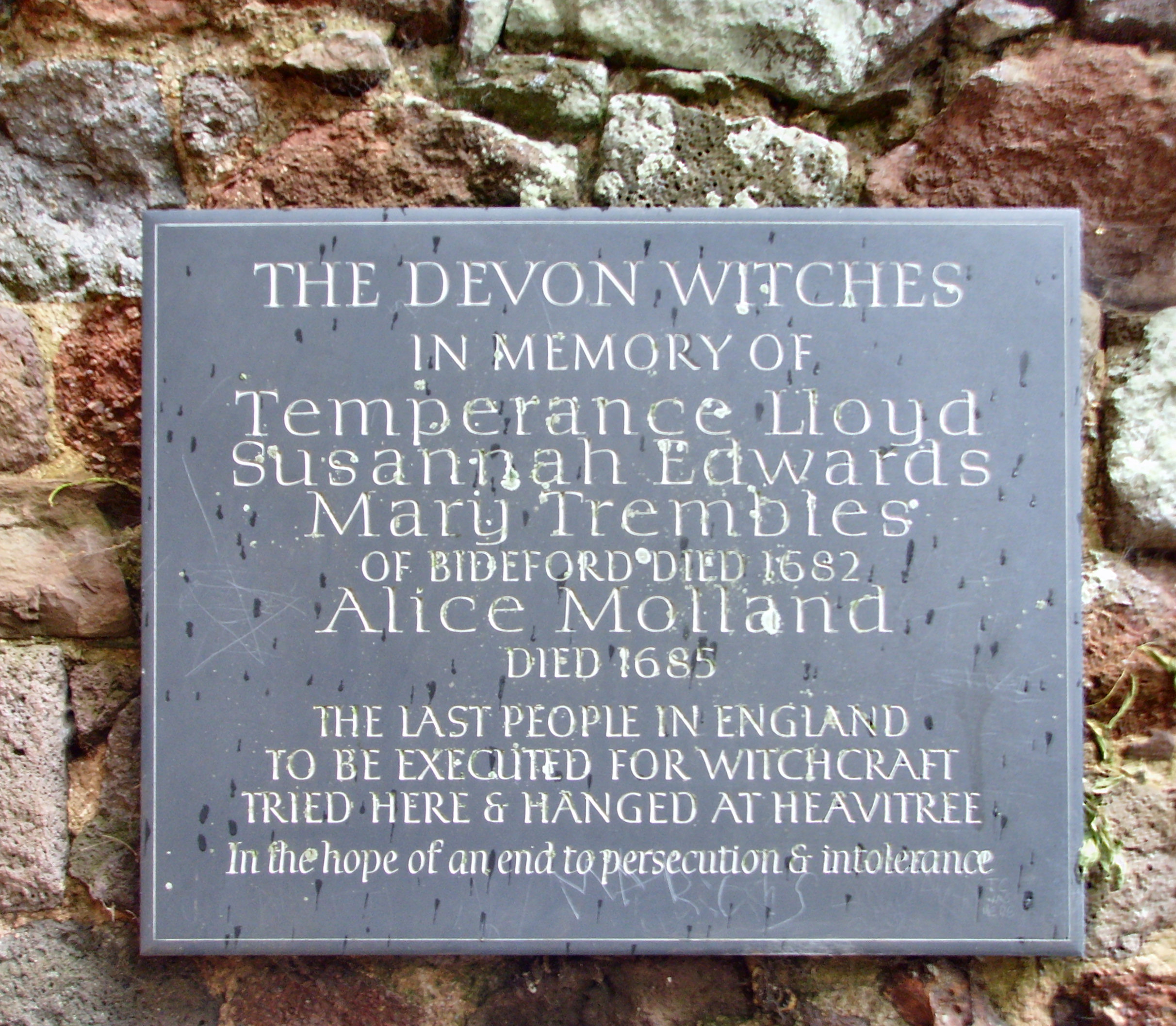
A devoni boszorkányok kivégzésének emléket állító tábla

A György-korból származó bírósági épületeket egészen 2003-ig eredeti funkciójuk szerint használták. Ennek köszönhetően a vár területe nem fogadott látogatókat, még a helyiek közül is kevesen jártak a kapukon túl. A telek meredeksége a mozgáskorlátozottak számára biztosítandó útvonalak kialakításakor komoly problémát okozott, így a bíróság 2004-ben Exeter jogi negyedébe, egy új épületbe költözött. Miután a városi tanács nem tudta megvásárolni az ingatlant, 2007 elején a GL50 Properties vásárolta meg. A cég vezérigazgatója a vár jövőjéről úgy nyilatkozott, hogy Délnyugat-Anglia Covent Garden negyedévé szeretnék átalakítani.
Védett műemlékként a vár jelentős jogi védettség alatt áll, fő szerkezetei I. vagy II. kategóriás brit műemlékek. Maga a vár I. kategóriás, a kertben kiállított, E. B. Stevens 1863-ban Fortescue első earljéről készített szobra II. kategóriás. A városfejlesztésért felelős városi tanács nemrég aggodalmát fejezte ki a várral kapcsolatban. Szerintük a területet Exeter kulturális negyedének szerves részévé kell tenni és biztosítani kell a nyilvánosság hozzáférhetőségét. Emellett történelmi jelentősége miatt megfelelő tisztelettel kell kezelni. Még ha az épületekben kereskedelmi funkció is kap helyet, a várudvarban helyet és lehetőséget kell biztosítani bizonyos közéleti események számára. Az ötlet népszerűsítése céljából a Coldplay együttes 2009 decemberében a Viva La Vida Turné alkalmából jótékonysági koncertet adott.
2011-ben a bíróság 1-es épülete bálteremként kezdett működni. Az íves záródású ablakok parapetjeit megszüntették, a korábbi cellák helyén pedig mosdókat alakítottak ki. A 2-es épületben 150 m² területen galériát alakítottak ki. A beruházás részeként a vár területén 12 új lakást is kialakítottak.

## Fordítás
Ez a szócikk részben vagy egészben  a   Rougemont Castle című angol Wikipédia-szócikk ezen változatának fordításán alapul.  Az eredeti cikk szerkesztőit annak laptörténete sorolja fel. Ez a jelzés csupán a megfogalmazás eredetét és a szerzői jogokat jelzi, nem szolgál a cikkben szereplő információk forrásmegjelöléseként.